# Martin Sjögren
Martin Sjögren (født 27. april 1977 i Gimo) er en svensk fodboldtræner og tidligere fodboldspiller. Han er pr. 2017 landstræner for Norges kvindefodboldlandshold. Før dette var han træner for kvindeholdene Östers IF Dam (2004-2005), ldb Malmö (2006-2011) og senest Linköping FC fra 2012-2016. Som spiller spillede han for IF Halmioa, University of Florida, IFK Värnamo og Växjö BK.